# 요한 페터 쥐스밀히
요한 페터 쥐스밀히(Johann Peter Süßmilch, 1707년-1767년)은 독일의 성직자이자, 통계학자이다.

## 생애
제1차 슐레지엔 전쟁에 목사로 참전, 진중에서 《신의 질서》를 썼다. 이것은 출생·혼인·사망자의 표를 광범하게 수집하여 정리집계, 일정한 통계적 법칙이 있음을 실증하였다.